# Campeonato Albanês de Futebol de 2016–17 – Primeira Divisão
A Primeira Divisão do Campeonato Albanês de Futebol de 2016–17, também conhecida como Kategoria Superiore de 2016–17 ou Superliga Albanesa de 2016–17, foi a 78.ª temporada oficial do campeonato de clubes equivalente à primeira divisão do futebol albanês e a 17.ª temporada como Kategoria Superiore.
A temporada contou com a participação de dez clubes e foi disputada entre 7 de setembro de 2016 e 27 de maio de 2017. A organização da competição foi da Associação de Futebol da Albânia (em albanês:  Federata Shqiptare e Futbollitou, sigla: FSHF), entidade máxima do futebol na Albânia.
O título da temporada ficou com o Kukësi. Em 20 de maio de 2017, o clube da cidade de Kukës derrotou o atual campeão Skënderbeu por 2–0 e sagrou-se campeão da competição pela primeira em sua história.

## Regulamento
As 10 equipes se enfrentam em quatros turnos, ao fim das 36 rodadas, o time com o maior número de pontos fica com o título albanês. O campeão se classifica para a segunda pré-eliminatória da Liga dos Campeões. O segundo e o terceiro colocados garantem vaga na primeira pré-eliminatória da Liga Europa. Caso o campeão da Copa Albânia esteja no G-3, a equipe seguinte garante a vaga na Liga Europa. Os dois últimos são rebaixados automaticamente. Em caso de igualdade no número de pontos, os critérios de desempate são: 1) pontos no confronto direto; 2) saldo de gols no confronto direto; 3) gols marcados no confronto direto; 4) melhor saldo de gols; 5) mais gols pró; 6) sorteio.

## Times
As duas últimas equipes na edição anterior, Bylis Ballsh e Tërbuni Puke, foram rebaixadas e substituídas pelas equipes: Korabi Peshkopi e Luftëtari Gjirokastër que foram promovidas da Segunda Divisão da temporada anterior

### Locais dos Times
| Flamurtari Vlorë | Korabi Peshkopi | | | |                         |
| Flamurtari Stadium | Korabi Stadium | | | |                         |
| Capacidade: 8 200 | Capacidade: 6 000 | | | |                         |
| | | | | |                         |
| FK Kukësi | \| Flamurtari Vlorë Luftëtari Gjirokastër Korabi Peshkopi FK Kukësi KF Laçi FK Partizani Tirana KF Skënderbeu Korçë KF Teuta Durrës KF Tirana KF Vllaznia Shkodër Localização das Equipes \| | \| Flamurtari Vlorë Luftëtari Gjirokastër Korabi Peshkopi FK Kukësi KF Laçi FK Partizani Tirana KF Skënderbeu Korçë KF Teuta Durrës KF Tirana KF Vllaznia Shkodër Localização das Equipes \| | \| Flamurtari Vlorë Luftëtari Gjirokastër Korabi Peshkopi FK Kukësi KF Laçi FK Partizani Tirana KF Skënderbeu Korçë KF Teuta Durrës KF Tirana KF Vllaznia Shkodër Localização das Equipes \| | \| Flamurtari Vlorë Luftëtari Gjirokastër Korabi Peshkopi FK Kukësi KF Laçi FK Partizani Tirana KF Skënderbeu Korçë KF Teuta Durrës KF Tirana KF Vllaznia Shkodër Localização das Equipes \| | KF Laçi                 |
| Zeqir Ymeri Stadium | \| Flamurtari Vlorë Luftëtari Gjirokastër Korabi Peshkopi FK Kukësi KF Laçi FK Partizani Tirana KF Skënderbeu Korçë KF Teuta Durrës KF Tirana KF Vllaznia Shkodër Localização das Equipes \| | \| Flamurtari Vlorë Luftëtari Gjirokastër Korabi Peshkopi FK Kukësi KF Laçi FK Partizani Tirana KF Skënderbeu Korçë KF Teuta Durrës KF Tirana KF Vllaznia Shkodër Localização das Equipes \| | \| Flamurtari Vlorë Luftëtari Gjirokastër Korabi Peshkopi FK Kukësi KF Laçi FK Partizani Tirana KF Skënderbeu Korçë KF Teuta Durrës KF Tirana KF Vllaznia Shkodër Localização das Equipes \| | \| Flamurtari Vlorë Luftëtari Gjirokastër Korabi Peshkopi FK Kukësi KF Laçi FK Partizani Tirana KF Skënderbeu Korçë KF Teuta Durrës KF Tirana KF Vllaznia Shkodër Localização das Equipes \| | Laçi Stadium            |
| Capacidade: 5 000 | \| Flamurtari Vlorë Luftëtari Gjirokastër Korabi Peshkopi FK Kukësi KF Laçi FK Partizani Tirana KF Skënderbeu Korçë KF Teuta Durrës KF Tirana KF Vllaznia Shkodër Localização das Equipes \| | \| Flamurtari Vlorë Luftëtari Gjirokastër Korabi Peshkopi FK Kukësi KF Laçi FK Partizani Tirana KF Skënderbeu Korçë KF Teuta Durrës KF Tirana KF Vllaznia Shkodër Localização das Equipes \| | \| Flamurtari Vlorë Luftëtari Gjirokastër Korabi Peshkopi FK Kukësi KF Laçi FK Partizani Tirana KF Skënderbeu Korçë KF Teuta Durrës KF Tirana KF Vllaznia Shkodër Localização das Equipes \| | \| Flamurtari Vlorë Luftëtari Gjirokastër Korabi Peshkopi FK Kukësi KF Laçi FK Partizani Tirana KF Skënderbeu Korçë KF Teuta Durrës KF Tirana KF Vllaznia Shkodër Localização das Equipes \| | Capacidade: 5 000       |
| | \| Flamurtari Vlorë Luftëtari Gjirokastër Korabi Peshkopi FK Kukësi KF Laçi FK Partizani Tirana KF Skënderbeu Korçë KF Teuta Durrës KF Tirana KF Vllaznia Shkodër Localização das Equipes \| | \| Flamurtari Vlorë Luftëtari Gjirokastër Korabi Peshkopi FK Kukësi KF Laçi FK Partizani Tirana KF Skënderbeu Korçë KF Teuta Durrës KF Tirana KF Vllaznia Shkodër Localização das Equipes \| | \| Flamurtari Vlorë Luftëtari Gjirokastër Korabi Peshkopi FK Kukësi KF Laçi FK Partizani Tirana KF Skënderbeu Korçë KF Teuta Durrës KF Tirana KF Vllaznia Shkodër Localização das Equipes \| | \| Flamurtari Vlorë Luftëtari Gjirokastër Korabi Peshkopi FK Kukësi KF Laçi FK Partizani Tirana KF Skënderbeu Korçë KF Teuta Durrës KF Tirana KF Vllaznia Shkodër Localização das Equipes \| |                         |
| Skënderbeu Korçë | \| Flamurtari Vlorë Luftëtari Gjirokastër Korabi Peshkopi FK Kukësi KF Laçi FK Partizani Tirana KF Skënderbeu Korçë KF Teuta Durrës KF Tirana KF Vllaznia Shkodër Localização das Equipes \| | \| Flamurtari Vlorë Luftëtari Gjirokastër Korabi Peshkopi FK Kukësi KF Laçi FK Partizani Tirana KF Skënderbeu Korçë KF Teuta Durrës KF Tirana KF Vllaznia Shkodër Localização das Equipes \| | \| Flamurtari Vlorë Luftëtari Gjirokastër Korabi Peshkopi FK Kukësi KF Laçi FK Partizani Tirana KF Skënderbeu Korçë KF Teuta Durrës KF Tirana KF Vllaznia Shkodër Localização das Equipes \| | \| Flamurtari Vlorë Luftëtari Gjirokastër Korabi Peshkopi FK Kukësi KF Laçi FK Partizani Tirana KF Skënderbeu Korçë KF Teuta Durrës KF Tirana KF Vllaznia Shkodër Localização das Equipes \| | Partizani Tirana        |
| Skënderbeu Stadium | \| Flamurtari Vlorë Luftëtari Gjirokastër Korabi Peshkopi FK Kukësi KF Laçi FK Partizani Tirana KF Skënderbeu Korçë KF Teuta Durrës KF Tirana KF Vllaznia Shkodër Localização das Equipes \| | \| Flamurtari Vlorë Luftëtari Gjirokastër Korabi Peshkopi FK Kukësi KF Laçi FK Partizani Tirana KF Skënderbeu Korçë KF Teuta Durrës KF Tirana KF Vllaznia Shkodër Localização das Equipes \| | \| Flamurtari Vlorë Luftëtari Gjirokastër Korabi Peshkopi FK Kukësi KF Laçi FK Partizani Tirana KF Skënderbeu Korçë KF Teuta Durrës KF Tirana KF Vllaznia Shkodër Localização das Equipes \| | \| Flamurtari Vlorë Luftëtari Gjirokastër Korabi Peshkopi FK Kukësi KF Laçi FK Partizani Tirana KF Skënderbeu Korçë KF Teuta Durrës KF Tirana KF Vllaznia Shkodër Localização das Equipes \| | Qemal Stafa Stadium     |
| Capacidade: 12 000 | \| Flamurtari Vlorë Luftëtari Gjirokastër Korabi Peshkopi FK Kukësi KF Laçi FK Partizani Tirana KF Skënderbeu Korçë KF Teuta Durrës KF Tirana KF Vllaznia Shkodër Localização das Equipes \| | \| Flamurtari Vlorë Luftëtari Gjirokastër Korabi Peshkopi FK Kukësi KF Laçi FK Partizani Tirana KF Skënderbeu Korçë KF Teuta Durrës KF Tirana KF Vllaznia Shkodër Localização das Equipes \| | \| Flamurtari Vlorë Luftëtari Gjirokastër Korabi Peshkopi FK Kukësi KF Laçi FK Partizani Tirana KF Skënderbeu Korçë KF Teuta Durrës KF Tirana KF Vllaznia Shkodër Localização das Equipes \| | \| Flamurtari Vlorë Luftëtari Gjirokastër Korabi Peshkopi FK Kukësi KF Laçi FK Partizani Tirana KF Skënderbeu Korçë KF Teuta Durrës KF Tirana KF Vllaznia Shkodër Localização das Equipes \| | Capacidade: 19 700      |
| | \| Flamurtari Vlorë Luftëtari Gjirokastër Korabi Peshkopi FK Kukësi KF Laçi FK Partizani Tirana KF Skënderbeu Korçë KF Teuta Durrës KF Tirana KF Vllaznia Shkodër Localização das Equipes \| | \| Flamurtari Vlorë Luftëtari Gjirokastër Korabi Peshkopi FK Kukësi KF Laçi FK Partizani Tirana KF Skënderbeu Korçë KF Teuta Durrës KF Tirana KF Vllaznia Shkodër Localização das Equipes \| | \| Flamurtari Vlorë Luftëtari Gjirokastër Korabi Peshkopi FK Kukësi KF Laçi FK Partizani Tirana KF Skënderbeu Korçë KF Teuta Durrës KF Tirana KF Vllaznia Shkodër Localização das Equipes \| | \| Flamurtari Vlorë Luftëtari Gjirokastër Korabi Peshkopi FK Kukësi KF Laçi FK Partizani Tirana KF Skënderbeu Korçë KF Teuta Durrës KF Tirana KF Vllaznia Shkodër Localização das Equipes \| |                         |
| Teuta Durrës | \| Flamurtari Vlorë Luftëtari Gjirokastër Korabi Peshkopi FK Kukësi KF Laçi FK Partizani Tirana KF Skënderbeu Korçë KF Teuta Durrës KF Tirana KF Vllaznia Shkodër Localização das Equipes \| | \| Flamurtari Vlorë Luftëtari Gjirokastër Korabi Peshkopi FK Kukësi KF Laçi FK Partizani Tirana KF Skënderbeu Korçë KF Teuta Durrës KF Tirana KF Vllaznia Shkodër Localização das Equipes \| | \| Flamurtari Vlorë Luftëtari Gjirokastër Korabi Peshkopi FK Kukësi KF Laçi FK Partizani Tirana KF Skënderbeu Korçë KF Teuta Durrës KF Tirana KF Vllaznia Shkodër Localização das Equipes \| | \| Flamurtari Vlorë Luftëtari Gjirokastër Korabi Peshkopi FK Kukësi KF Laçi FK Partizani Tirana KF Skënderbeu Korçë KF Teuta Durrës KF Tirana KF Vllaznia Shkodër Localização das Equipes \| | KF Tirana               |
| Niko Dovana Stadium | \| Flamurtari Vlorë Luftëtari Gjirokastër Korabi Peshkopi FK Kukësi KF Laçi FK Partizani Tirana KF Skënderbeu Korçë KF Teuta Durrës KF Tirana KF Vllaznia Shkodër Localização das Equipes \| | \| Flamurtari Vlorë Luftëtari Gjirokastër Korabi Peshkopi FK Kukësi KF Laçi FK Partizani Tirana KF Skënderbeu Korçë KF Teuta Durrës KF Tirana KF Vllaznia Shkodër Localização das Equipes \| | \| Flamurtari Vlorë Luftëtari Gjirokastër Korabi Peshkopi FK Kukësi KF Laçi FK Partizani Tirana KF Skënderbeu Korçë KF Teuta Durrës KF Tirana KF Vllaznia Shkodër Localização das Equipes \| | \| Flamurtari Vlorë Luftëtari Gjirokastër Korabi Peshkopi FK Kukësi KF Laçi FK Partizani Tirana KF Skënderbeu Korçë KF Teuta Durrës KF Tirana KF Vllaznia Shkodër Localização das Equipes \| | Selman Stërmasi Stadium |
| Capacidade: 12 040 | Capacidade: 10 000 | | | |                         |
| | | | | |                         |
| Luftëari Gjirokastër | Vllanzia Shkodër | | | |                         |
| Gjirokastër Stadium | Loro Boriçi Stadium | | | |                         |
| Capacidade: 8 400 | Capacidade: 17 000 | | | |                         |
| | | | | |                         |
| Flamurtari Vlorë Luftëtari Gjirokastër Korabi Peshkopi FK Kukësi KF Laçi FK Partizani Tirana KF Skënderbeu Korçë KF Teuta Durrës KF Tirana KF Vllaznia Shkodër Localização das Equipes | | | | |                         |

## Classificação
| Pos | Equipe     | Pts | J  | V  | E  | D  | GP | GC | SG  | Classificação ou descenso                     |
| --- | ---------- | --- | -- | -- | -- | -- | -- | -- | --- | --------------------------------------------- |
| 1   | Kukësi (C) | 75  | 36 | 20 | 15 | 1  | 51 | 18 | +33 | Segunda pré-eliminatória da Liga dos Campeões |
| 2   | Partizani  | 72  | 36 | 19 | 15 | 2  | 46 | 17 | +29 | Primeira pré-eliminatória da Liga Europa      |
| 3   | Skënderbeu | 72  | 36 | 21 | 9  | 6  | 45 | 22 | +23 | Primeira pré-eliminatória da Liga Europa      |
| 4   | Luftëtari  | 44  | 36 | 11 | 11 | 14 | 37 | 45 | −8  |                                               |
| 5   | Teuta      | 40  | 36 | 10 | 10 | 16 | 27 | 34 | −7  |                                               |
| 6   | Laçi       | 40  | 36 | 10 | 10 | 16 | 23 | 35 | −12 |                                               |
| 7   | Vllaznia   | 40  | 36 | 8  | 16 | 12 | 29 | 35 | −6  |                                               |
| 8   | Flamurtari | 40  | 36 | 12 | 10 | 14 | 42 | 34 | +8  |                                               |
| 9   | Tirana (R) | 39  | 36 | 8  | 15 | 13 | 29 | 32 | −3  | Liga Europa e rebaixado à segunda divisão     |
| 10  | Korabi (R) | 13  | 36 | 2  | 7  | 27 | 11 | 68 | −57 | Rebaixado para a segunda divisão              |

1. 1 2  O Partizani ficou à frente do Skënderbeu no confronto direto; Partizani–Skënderbeu 0–0, Skënderbeu–Partizani 1–2, Partizani–Skënderbeu 1–0, Skënderbeu–Partizani 2–2.
2. ↑  O Flamurtari teve seis pontos deduzidos por não cumprir com suas obrigações financeiras.[5]
3. ↑  O Tirana se classificou para a primeira rodada de qualificação da Liga Europa ao vencer a Copa da Albânia de 2016–17.

## Premiação
| Kategoria Superiore de 2016–17 Primeira Divisão do Campeonato Albanês de Futebol |
| -------------------------------------------------------------------------------- |
| Futboll Klub Kukësi Campeão (1º título)                                          |